# Quasigrup associatiu
En matemàtiques, un quasigrup associatiu és una estructura algebraica amb una llei de composició interna associativa i on la divisió és sempre possible.

## Un quasigrup associatiu és també un grup
Partim del fet que un quasigrup associatiu, denotat com {\displaystyle (S,*)}, té una llei de composició interna associativa i la divisió és sempre possible en S.
Per definició de la divisibilitat, per a tot element a i b en S existeix un divisor y per l’esquerra i un divisor x per la dreta tals que {\displaystyle y*a=a*x=b}. Si prenem {\displaystyle a=b}, han d’existir un x i un y tals que {\displaystyle a*x=y*a=a}. Per la propietat associativa, podem operar a per l’esquerra o per la dreta i reagrupar les expressions sense alterar la igualtat: {\displaystyle a*(x*a)=a*(a*x)=a*a}. Si es treu a als dos costats, es té que {\displaystyle a*x=x*a=a}. A més, aquest element x és idempotent, ja que, operant per x a la dreta partint de {\displaystyle a*(x*x)=a*x} i reagrupant l'expressió, s'obté que {\displaystyle x*x=x}. Sigui ara c un element en S tal que {\displaystyle x*c=a}. Llavors, es té que {\displaystyle (y*x)*c=y*a=a=x*c}. Per tant, {\displaystyle y*x=x=x*x} i conseqüentment {\displaystyle y=x}. Anomenem {\displaystyle e=x=y}. Aquest element és l'element neutre, ja que per a tot element d en S es té que {\displaystyle e*d=(e*e)*d=d*e=d*(e*e)=d}.
A més, hi ha un element invers per a cada element del conjunt. Per a qualsevol element a en S, existeixen un divisor x i un divisor y tals que {\displaystyle y*a=a*x=e}. Si en aquest cas es demostra que {\displaystyle x=y}, llavors s'està provant que existeix un invers per a tot element a del conjunt. Sabem que {\displaystyle x=e*x}. Basant-nos en la primera proposició, tenim que {\displaystyle x=e*x=(y*a)*x}. Fent ús de la propietat associativa, {\displaystyle x=e*x=(y*a)*x=y*(a*x)}. Per acabar, substituint {\displaystyle a*x=e}, es conclou que {\displaystyle x=e*x=(y*a)*x=y*(a*x)=y*e=y}. Per tant, s'ha demostrat l'existència d'un element invers al conjunt.
Havent provat aquests dos punts, es pot afirmar que S és un grup.